# Meliarchus sclateri
Meliarchus sclateri là một loài chim trong họ Meliphagidae.
Nó là loài đặc hữu Makira trong quần đảo Solomon.